# Rachel McBride
Rachel McBride (* 28. März 1978 in Vancouver) ist eine kanadische Triathletin, Staatsmeisterin auf der Langdistanz (2013) und mehrfache Ironman 70.3-Siegerin. Sie wird in der Bestenliste neuseeländischer Triathletinnen auf der Ironman-Distanz geführt.

## Werdegang
Rachel McBride fing erst im Alter von 24 Jahren mit Laufsport an und sie startete beim Berlin-Marathon, den sie nach 3:32 h beendete und wo sie sich für den Boston Marathon qualifizierte.
2006 startete sie bei ihrem ersten Triathlon und nur ein Jahr später 2007 wurde sie in Hamburg Triathlon-Weltmeisterin auf der Kurzdistanz in der Altersklasse der 25- bis 29-Jährigen (1,5 km Schwimmen, 40 km Radfahren und 10 km Laufen).

### Profi-Athletin seit 2011
Rachel McBride startet seit 2011 als Profi-Athletin. Wegen ihrer purpurn gefärbten Haare ist ihr Spitzname „Purple Tiger“. Sie ist als sehr schnelle Radfahrerin bekannt. 2013 wurde sie Dritte bei der Triathlon-Weltmeisterschaft auf der Langdistanz und im September 2016 konnte sie diesen Erfolg wiederholen.
Im November 2016 beendete sie in Mexico ihren ersten Ironman (3,86 km Schwimmen, 180,2 km Radfahren und 42,195 km Laufen) und im Juli 2017 wurde die 39-Jährige Dritte beim Ironman Canada.
Im März 2020 wurde sie nach 9:10:06 h mit persönlicher Bestzeit Vierte im Ironman New Zealand.
Im Mai 2022 belegte sie den 21. Rang bei den erstmals außerhalb von Hawaii ausgetragenen und vom Oktober 2021 verschobenen Ironman World Championships.

## Sportliche Erfolge
| Datum/Jahr    | Rang | Wettbewerb                             | Austragungsort              | Zeit     | Bemerkung                                         |
| ------------- | ---- | -------------------------------------- | --------------------------- | -------- | ------------------------------------------------- |
| 4. Mai 2024   | 9    | Ironman 70.3 St. George                | St. George                  | 04:28:20 | US-Championships                                  |
| 6. Aug. 2022  | 1    | Ironman 70.3 Boulder                   | Boulder (Colorado)          | 04:12:53 |                                                   |
| 3. Juni 2018  | 1    | Ironman 70.3 Victoria                  | Victoria (British Columbia) | 04:28:03 | [ 6 ]                                             |
| 24. Juli 2016 | 2    | Ironman 70.3 Calgary                   | Calgary                     | 04:14:53 |                                                   |
| 3. Mai 2015   | 3    | Wildflower Triathlon                   | Lake San Antonio            |          |                                                   |
| 7. Sep. 2014  | 9    | Ironman 70.3 World Championships       | Mont-Tremblant              | 04:19:52 | hinter der Schweizer Siegerin Daniela Ryf         |
| 27. Juli 2014 | 1    | Ironman 70.3 Calgary                   | Calgary                     | 04:14:53 |                                                   |
| 13. Juli 2014 | 3    | Vineman Ironman 70.3                   | Sonoma County               | 04:17:23 |                                                   |
| 8. Juni 2014  | 3    | Eagleman Ironman 70.3                  | Cambridge (Maryland)        | 04:17:37 | mit der schnellsten Zeit auf dem Rad              |
| 27. Okt. 2013 | 2    | Ironman 70.3 Austin                    | Austin                      | 04:07:19 |                                                   |
| 8. Sep. 2013  | 2    | Ironman 70.3 Muskoka                   | Huntsville                  | 04:31:30 | Zweite hinter Mirinda Carfrae                     |
| 28. Juli 2013 | 2    | Ironman 70.3 Calgary                   | Calgary                     | 04:13:49 | [ 7 ]                                             |
| 16. Juni 2013 | 3    | Ironman 70.3 Berlin                    | Berlin                      | 04:23:48 |                                                   |
| 28. Okt. 2012 | 1    | Ironman 70.3 Austin                    | Austin                      | 04:20:53 |                                                   |
| 11. Juni 2011 | 3    | Ironman 70.3 Boise                     | Boise                       | 04:22:14 |                                                   |
| 30. Aug. 2007 | 1    | ITU Triathlon World Championship 25–29 | Hamburg                     | 02:15:32 | Triathlon-Weltmeisterin in der Altersklasse 25–29 |
| 2. Sep. 2006  | 12   | ITU Triathlon World Championship 25–29 | Lausanne                    | 02:30:16 | Triathlon-Weltmeisterschaft auf der Kurzdistanz   |

| Datum/Jahr    | Rang | Wettbewerb                                         | Austragungsort    | Zeit     | Bemerkung                                                                                           |
| ------------- | ---- | -------------------------------------------------- | ----------------- | -------- | --------------------------------------------------------------------------------------------------- |
| 7. Mai 2022   | 21   | Ironman St. George                                 | St. George        | 10:04:54 | Ironman World Championships 2021                                                                    |
| 5. Sep. 2021  | 11   | Challenge Roth                                     | Roth              | 08:59:42 | verkürzte Raddistanz                                                                                |
| 7. März 2020  | 4    | Ironman New Zealand                                | Taupō             | 09:10:06 | persönliche Bestzeit auf der Ironman-Distanz                                                        |
| 25. Mai 2019  | 7    | Ironman Lanzarote                                  | Puerto del Carmen | 10:35:01 | |
| 13. Okt. 2018 | 31   | Ironman Hawaii                                     | Hawaii            | 09:34:08 | Platz 28 von 39 Profis                                                                              |
| 8. Juli 2018  | 31   | Ironman Germany                                    | Frankfurt         | 09:42:11 | Platz 6 von 10 Profis (Ironman European Championships)                                              |
| 15. Apr. 2018 | 4    | Ironman South Africa                               | Port Elizabeth    | 09:18:34 | |
| 26. Nov. 2017 | 7    | Ironman Mexico                                     | Cozumel           | 09:16:27 | |
| 20. Juli 2017 | 3    | Ironman Canada                                     | Whistler          | 09:27:15 | |
| 27. Nov. 2016 | 5    | Ironman Mexico                                     | Cozumel           | 09:29:33 | erster Ironman-Start                                                                                |
| 24. Sep. 2016 | 3    | ITU Long Distance Triathlon World Championships    | Oklahoma          | 06:56:05 | Weltmeisterschaft auf der Triathlon-Langdistanz (4 km Schwimmen, 120 km Radfahren und 30 km Laufen) |
| 14. Juli 2013 | 1    | CAN Long Distance Triathlon National Championships | Kanada            | 04:11:56 | Nationale Meisterin auf der Langdistanz                                                             |
| 1. Juni 2013  | 3    | ITU Long Distance Triathlon World Championships    | Belfort           | 04:52:02 | |

| Datum/Jahr    | Rang | Wettbewerb   | Austragungsort | Zeit | Bemerkung                |
| ------------- | ---- | ------------ | -------------- | ---- | ------------------------ |
| 30. Juli 2016 | 1    | Red Bull 400 | Whistler       |      | im Whistler Olympic Park |

(Did Not Finish)